# Rosso Piceno Superiore

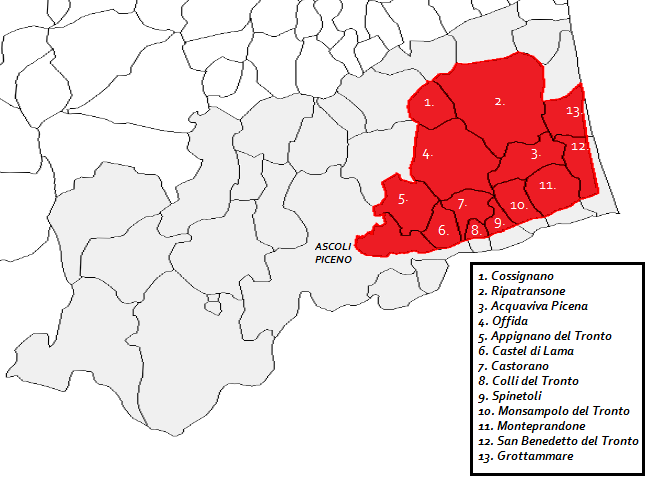
Zona de producción del vino Rosso Piceno Superiore

Rosso Piceno Superiore es un vino tinto italiano con denominación de origen (Denominazione di Origine Controllata o DOC) que se produce en la provincia de Ascoli Piceno, en la región de Marcas.

## Características organolépticas
- Color: rojo rubí, en ocasiones con tendencia al granate con el envejecimiento.
- Olor: agradable, complejo, ligeramente etéreo.
- sabor: sabroso, armonioso, agradablemente seco.

## Área de producción
El área de producción se limita a un área de la provincia de Ascoli Piceno que va desde la capital de la provincia hasta la costa, incluidos 14 municipios: todo el territorio de Acquaviva Picena, Castorano, Offida, Ripatransone y Cossignano y parte de los territorios de Appignano del Tronto, Monsampolo del Tronto, Colli del Tronto, Spinetoli, Castel di Lama, Ascoli Piceno, Grottammare, San Benedetto del Tronto y Monteprandone .
El vino "Rosso Piceno Superiore" no puede ponerse al mercado para su consumo antes del 1 de noviembre del año siguiente al de la producción de las uvas, y está hecho para consumirse dentro de dos a cuatro años. La zona apta para el registro es muy restringida: la totalidad del territorio contenido dentro de las colinas de la provincia de Ascoli Piceno.
En su elaboración se utiliza una combinación de 35% a 75% de uvas montelpuciano, 30% a 50% sangiovese y puede utilizarse otras uvas tintas no aromáticas, recomendadas y/o autorizadas por la provincia de Ascoli Piceno, hasta por un máximo del 15%.

## Denominación de origen
A nivel internacional cuenta con registro como denominación de origen, conforme al Sistema de Lisboa, ante la Organización Mundial de la Propiedad Intelectual, desde el 21 de agosto de 1969.
Dentro de la Unión Europea, el vino cuenta con la protección como Protected Designation of Origin (PDO) desde septiembre de 1973.